# Els Cinc Ancians Shaolin
En el folklore del sud de la Xina, els cinc ancians Shaolin (xinès: 少林五祖; pinyin: Shàolín wǔ zǔ; Jyutping: Siu3 lam4 ng5 zou2),, també coneguts com els Cinc Generals, són els supervivents d'una de les destruccions del Temple Shaolin per part de la dinastia Qing, que, segons es diu va tenir lloc el 1647, el 1674 o el 1732.
El monestir Shaolin original va ser construït al costat nord de la muntanya Shaoshi, el cim central del mont Song, una de les muntanyes sagrades de la Xina, situada a la província de Henan, per la dinastia de l'emperador Xiaowen del Wei del Nord.
 l'any 477. En diferents moments de la història, el monestir ha estat destruït (cremat) per motius polítics, i reconstruït moltes vegades.
Diverses tradicions també fan referència a un Monestir Shaolin del Sud situat a la província de Fujian. Associat amb històries de la suposada crema dels temples Shaolin per part del govern Qing i amb els contes dels Cinc Ancians, aquest temple, de vegades conegut amb el nom de Changlin, hauria estat l'objectiu de les forces Qing, o bé un lloc de refugi per a monjos desplaçats pels atacs al monestir Shaolin original. A més del debat sobre la historicitat de la destrucció de l'era Qing, es desconeix si hi va haver un veritable temple del sud, amb diverses ubicacions a Fujian com a lloc per al monestir. Fujian té un monestir històric anomenat Changlin, i a Fuqing, Fujian, existeix un monestir anomenat "claustre Shaolin" des de la dinastia Song. Encara es desconeix si aquests tenen alguna connexió real amb el monestir de Henan o amb alguna tradició marcial concreta.
Daniel E. Stafford. l'any 2004, va publicar un article al diari de la universitat local de la Universitat de Wollongong a Nova Gal·les del Sud, sense tenir en compte el monestir i temple de Shaolin i va oferir una versió diferent. Segons afirma, va ser el poble hakka qui va portar els estils de les cinc families del nord al sud. Daniel ha obtingut l'estatus d'instructor en quatre dels cinc estils familiars principals, inclosos: Choy Ga, Hung Ga, Lau Ga i Mok Ga.

## Els Cinc Ancians Shaolin
Dins de molts cercles d'arts marcials, es diu que els cinc ancians shaolin originals són:
|                   | Xinés tradicional | Xinès simplificat | Pinyin mandarí    | Yale cantonès   | |
| ----------------- | ----------------- | ----------------- | ----------------- | --------------- | --- |
| Ji Sin (Gee Sin)  | 至善禪師          | 至善禅师          | Zhì Shàn Chán Shī | Ji Sin Sim Si   | També transliterat com Ji Sin Sim Si, literalment, professor Chan (Zen) "S'ha especulat que també es coneix com Chi Thien Su. |
| Ng Mui            | 五梅大師          | 五梅大师          | Wǔ Méi Dà Shī     | Ng Mui Daai Si  | Destacà pels estils Ng Mui Kuen, Wing Chun Kuen, estil dek Drac, Grua Blanca i Hung Kuen dels cinc patrons                    |
| Bak Mei (Pei Mei) | 白眉道人          | 白眉道人          | Bái Méi Dào Rén   | Bak Mei Dou Yan | Literalment " taoista amb celles blanques " s'ha especulat que també se'l coneix com a Chu Long Tuyen.                        |
| Fung Dou Dak      | 馮道德            | 冯道德            | Féng Dàodé        | Fung Dou Dak    | Fundador taoista de Bak Fu Pai.                                                                                               |
| Miu Hin           | 苗顯              | 苗显              | Miáo Xiǎn         | Miu Hin         | un deixeble Shaolin "sense afaitar".                                                                                          |

## Les Cinc Families Antigues
Els fundadors dels cinc estils familiars principals d'arts marcials del sud de la Xina eren tots estudiants de Gee Sin (vegeu més amunt) i, de vegades, se'ls coneix també com els Cinc Ancians. Això ha provocat certa confusió.
| Anglès comú     | Xinés tradicional | Xinès simplificat | Pinyin mandarí | Yale cantonès   |                                                                          |
| --------------- | ----------------- | ----------------- | -------------- | --------------- | ------------------------------------------------------------------------ |
| Hung Hei (Goon) | 洪熙官            | 洪熙官            | Hóng Xīguān    | Hung Hei (Goon) | fundador del Hung Ga                                                     |
| Lau Saam Ngan   | 劉三眼            | 刘三眼            | Liú Sānyǎn     | Lau Saam Ngan   | literalment "Tres ulls" Lau; fundador del Lau Gar                        |
| Choi Gau Yi     | 蔡九儀            | 蔡九仪            | Cài Jiǔyí      | Choi Gau Yi     | fundador del Choi Gar                                                    |
| Lei Yau Saan    | 李友山            | 李友山            | Lǐ Yǒushān     | Lei Yau Saan    | fundador del Lei Gar ; professor del fundador de Choy Li Fut, Chan Heung |
| Mok Ching Giu   | 莫清矯            | 莫清矫            | Mò Qīngjiǎo    | Mok Ching Giu   | fundador del Mok Gar                                                     |